# Caliente (canción de Inna)
«Caliente» es una canción grabada por la cantante rumana Inna para su tercer álbum de estudio, Party Never Ends (2013). Fue lanzado el 4 de mayo de 2012 a través de Roton como el primer sencillo del disco. La pista fue escrita por la cantante, mientras que la producción fue manejada por los miembros de Play & Win: Sebastian Barac, Radu Bolfea y Marcel Botezan. «Caliente» presenta letras en español, convirtiéndose en la primera canción de Inna en ese idioma. Está influenciada por la salsa y la música dance de los años 90.
La pista ha recibido reseñas variadas por parte de los críticos de música, con uno elogiando su estilo bailable, mientras que otro la criticó por ser «mediocre». Para promover el sencillo, un video musical fue filmado por Hamid Bechiri and John Perez en Costa Rica, el mar caribeño y el Océano Pacífico. Fue subido al canal oficial de Inna en YouTube el 13 de mayo de 2012 y presenta al modelo brasileño Jesus Luz. La cantante interpretó «Caliente» dos veces en el World Trade Center Ciudad de México en 2012 y 2016. Comercialmente, la canción alcanzó el puesto número 84 en Rumania y el número 99 en Italia.

## Composición
«Caliente» fue escrita por Inna, mientras que la producción fue manejada por los miembros del trio rumano Play & Win: Sebastian Barac, Radu Bolfea y Marcel Botezan. En una entrevista, la cantante dijo que escribió esta canción especialmente para sus fanes mexicanos. Ella había prometido lanzar una pista en español en un concierto en el país en 2011; «Caliente» se convirtió en su primer sencillo en el idioma. Fue lanzado digitalmente el 4 de mayo de 2012 por Roton en Rumania, siendo estrenado más tarde en Italia el 24 de mayo de 2012 a través de DIY. Un EP de remezclas también fue publicado.
«Caliente» es una canción inspirada en la salsa y la música dance de los años 90. Con respecto a su estilo, Inna confesó en una entrevista con Pure Charts: «Pienso que es bueno remasterizar el ritmo de los 90. Pero encontramos algo nuevo en cada pista, sonidos originales que son únicos para mi». La publicación italiana RnB Junk notó que el ritmo era similar a sus trabajos previos, escribiendo además que la pista mostraba el lado «latino y sensual» de la cantante. «Caliente» empieza con las líneas: «Caliente es tu amor / Caliente es tu amor / Yo quiero soñar contigo, mi amor».

## Recepción
Tras su lanzamiento, «Caliente» ha recibido reseñas variadas por parte de los críticos de música. Jonathan Hamard de Pure Charts la llamó «mediocre» tanto musicalmente como visualmente, mientras que el portal español Excite dijo que la pista «nos hace bailar en las largas noches de verano». Comercialmente, la canción experimentó éxito menor. Ingresó en la lista Airplay 100 de Rumania en el puesto número 93 el 27 de mayo de 2012, alcanzando su punto máximo en el número 84 el 17 de junio de 2012. Pasó ocho semanas en la lista hasta el 22 de julio de 2012. «Caliente» también alcanzó el número 99 en la lista FIMI de Italia para la semana del 10 de junio de 2012.

## Promoción
Inna interpretó la pista en el techo de un edificio en Ciudad de México el 25 de junio de 2012 como parte de su serie en YouTube «Rock the Roof», y en el World Trade Center Ciudad de México en septiembre de 2012 junto con el resto del material de su segundo álbum de estudio I Am the Club Rocker. La cantante también interpretó la canción en el mismo lugar cuatro años después. Un video musical de acompañamiento para «Caliente» fue subido al canal oficial de Inna en YouTube el 13 de mayo de 2012. Fue filmado por Hamid Bechiri y John Perez en una playa y una cascada en Costa Rica, el mar caribeño y el Océano Pacífico a mediados de abril de 2012 durante un lapso de tres días, junto con el modelo brasileño Jesus Luz. Ambos se conocieron previamente en un concierto en Rusia.
El video empieza con Luz saliendo del agua, seguido por Inna nadando y posando frente a unas rocas vistiendo un traje de baño negro. Ella también es vista luciendo una enagua plateada, y Luz parece correr detrás de ella a través de las olas. Posteriormente, él, secretamente, observa a la cantante detrás de una roca antes de que ambos se presenten de pie uno junto al otro. El videoclip continua de manera similar y termina con Inna corriendo en el agua usando ropa negra. Escenas intercaladas la muestran a ella con Luz sobre rocas y posando frente a la cámara. El sitio web español Coverlia lo llamó un video «paradisíaco», elogiando además la vestimenta de Inna. El portal Excite comparó el video con el de Jennifer Lopez, «I'm Into You» (2011), mientras que la Revista Tango lo etiquetó como «erótico».

## Formatos
| - Descarga digital 1. «Caliente» (Radio Edit) – 3:21 - Descarga digital en Italia 1. «Caliente» (Radio Edit) – 3:22 2. «Caliente» (Miss Kailly Radio Edit Remix) – 3:02 3. «Caliente» (Steve Roberts Radio Edit Remix) – 2:41 4. «Caliente» (Extended version) – 4:20 5. «Caliente» (Miss Kailly Remix) – 5:35 6. «Caliente» (Steve Roberts Extended Remix) – 4:02 7. «Caliente» (Starz Angels M*** F#*! Remix) – 6:49 8. «Caliente» (Protoxic Club Mix) – 6:09 | - EP de remezclas 1. «Caliente» (Radio Edit) – 3:21 2. «Caliente» (Extended version) – 4:18 3. «Caliente» (Miss Kailly Remix) – 5:32 4. «Caliente» (Starz Angels M*** F#*! Remix) – 6:48 5. «Caliente» (Steve Roberts Extended Remix) – 4:00 6. «Caliente» (Steve Roberts Radio Edit Remix) – 2:39 7. «Caliente» (Protoxic Club Mix) – 6:07 |

## Personal
Créditos adaptados de las notas de Party Never Ends.
- Inna – voz principal, compositora
- Sebastian Barac – productor
- Radu Bolfea – productor
- Marcel Botezan – productor

## Posicionamiento en listas
| Italia  | FIMI        | 99 |
| Rumania | Airplay 100 | 84 |

## Historial de lanzamiento
| Región  | Fecha              | Formato          | Discográfica |
| ------- | ------------------ | ---------------- | ------------ |
| Rumania | 4 de mayo de 2012  | Descarga digital | Roton        |
| Italia  | 24 de mayo de 2012 | Descarga digital | DIY          |